# Жумадилов, Булат Нуретдинович
Жумадилов Булат Нуретдинович (каз. Болат Жұмаділов Нұретдинұлы, р. 22 апреля 1973, Тараз (по другим данным — аул Жетыбай Байзакского района Жамбылской области), Казахская ССР) — казахстанский боксёр-любитель, Заслуженный мастер спорта Республики Казахстан, заслуженный деятель Казахстана (2000).

## Биография
Происходит из рода Шымыр племени дулат.
Чемпион Республики Казахстан (1990-97) и СНГ (1992). Чемпион мира 1999 года, серебряный призёр Олимпийских игр 1996 и 2000 годов и чемпионата мира 1995 года, бронзовый призёр чемпионата мира по боксу 1997 года (Будапешт, Венгрия). Чемпион Азии 1994 года в Тегеране, 1995 года в Ташкенте, бронзовый призёр 1999 года в Ташкенте. Золотой призёр чемпионата в Хьюстоне (1999, США).

## Карьера
В 1995 году Жумадилов стал серебряным призёром чемпионата мира, проходившего в Берлине. В 1/16 финала Булат уверенно победил шотландца Пола Шеферда (по очкам, 12:4), в 1/8 финала прошёл Сергея Ковганко (Украина) (по очкам, 10:5). В четвертьфинальном поединке Жумадилова с Рашидом Буайта из Франции судьи выставили равные очки (6:6), но всё же в итоге отдали предпочтение казахстанцу. Полуфинальный бой с финном Йони Туруненом Булат выиграл с большим преимуществом (по очкам, 19:4). Однако финал с немецким боксёром Золтаном Лункой сложился по сценарию оппонента Жумадилова. Этнический румын оказался сильнее (по очкам, 11:6), и Булату досталась серебряная награда первенства.
Болат Жумадилов - эталон бокса, очень скромный мальчик, хороший боксер. Он мог бы стать олимпийским чемпионом еще в 1992 году, когда сборная СНГ в Барселону поехала. Но я открою секрет маленький. Просто пожалели 5 тыс. долларов. Тогда от Казахстана должны были поехать 4 человека: Болат Жумадилов (48 кг), Темиров (51 кг), Тапаев (61 кг) и Кульпин в тяжелом весе. Вообще-то, в тяжелом весе должен был ехать Юрченко, но как раз советская власть ушла, начался процесс монетизации. И он (Юрченко) не попал, и он (Жумадилов) не попал. Я знаю всю технологию.Жумабек Омурзаков, https://mail.kz/ru/news/kz-news/specialist-nazval-luchshego-boksera-kazahstana-vseh-vremen

## Награды
- Орден «Курмет»[4].
- Почётный знак «За заслуги в развитии физической культуры, спорта и туризма» (19 мая 2016 года, Межпарламентская ассамблея СНГ) — за значительный вклад в развитие физической культуры, спорта и туризма в государствах — участниках Содружества Независимых Государств, реализацию идей сотрудничества в сфере физической культуры, спорта и туризма[5].